# Сан-Фос-да-Камсантеляс
Сан-Фос-да-Камсанте́ляс (кат. Sant Fost de Campsentelles, вимова літературною каталанською [san fos də kəmsən'tɛʎ:əs]) — муніципалітет, розташований в Автономній області Каталонія, в Іспанії. Код муніципалітету за номенклатурою Інституту статистики Каталонії — 82093. Знаходиться у районі (кумарці) Бальєс-Уріантал (коди району — 41 та VR) провінції Барселона, згідно з новою адміністративною реформою перебуватиме у складі Баґарії (округи) Барселона. 

## Населення
Населення міста (у 2007 р.) становить 7.656 осіб (з них менш як 14 років — 15,7%, від 15 до 64 - 70,9%, понад 65 років — 13,4%). У 2006 р. народжуваність склала 64 особи, смертність — 64 особи, зареєстровано 24 шлюби. У 2001 р. активне населення становило 3.423 особи, з них безробітних — 298 осіб.
Серед осіб, які проживали на території міста у 2001 р., 4.647 народилися в Каталонії (з них 1.499 осіб у тому самому районі, або кумарці), 1.895 осіб приїхало з інших областей Іспанії, а 176 осіб приїхало з-за кордону. 
Університетську освіту має 11,1% усього населення. 
У 2001 р. нараховувалося 2.172 домогосподарства (з них 12% складалися з однієї особи, 24,6% з двох осіб,24,7% з 3 осіб, 27,4% з 4 осіб, 7,5% з 5 осіб, 2,8% з 6 осіб, 0,6% з 7 осіб, 0,3% з 8 осіб і 0,1% з 9 і більше осіб).
Активне населення міста у 2001 р. працювало у таких сферах діяльності : у сільському господарстві — 0,5%, у промисловості — 32,6%, на будівництві — 8,7% і у сфері обслуговування — 58,2%. 
У муніципалітеті або у власному районі (кумарці) працює 2.210 осіб, поза районом — 2.456 осіб.

### Доходи населення
У 2002 р. доходи населення розподілялися таким чином :
| \| Доходи населення за статтями доходів \| Доходи населення за статтями доходів \| Доходи населення за статтями доходів \| \| Рік \| 2002 р. \| 2001 р. \| \| ------------------------------------ \| ------------------------------------ \| ------------------------------------ \| \| Заробітна платня \| 61,2% \| 62,8% \| \| Доходи від ведення бізнесу \| 25,6% \| 24,5% \| \| Соціальна допомога \| 13,3% \| 12,7% \| |         |         |
| Доходи населення за статтями доходів |         |         |
| Рік | 2002 р. | 2001 р. |
| Заробітна платня | 61,2%   | 62,8%   |
| Доходи від ведення бізнесу | 25,6%   | 24,5%   |
| Соціальна допомога | 13,3%   | 12,7%   |

### Безробіття
У 2007 р. нараховувалося 263 безробітних (у 2006 р. - 253 безробітних), з них чоловіки становили 38,4%, а жінки - 61,6%.

## Економіка
У 1996 р. валовий внутрішній продукт розподілявся по сферах діяльності таким чином :
| \| Валовий внутрішній продукт \| Валовий внутрішній продукт \| Валовий внутрішній продукт \| \| Рік \| 1996 р. \| 1991 р. \| \| -------------------------- \| -------------------------- \| -------------------------- \| \| Сільське господарство \| 0,2% \| 0% \| \| Промисловість \| 51,3% \| 0% \| \| Будівництво \| 8,4% \| 0% \| \| Послуги \| 40% \| 0% \| |         |         |
| Валовий внутрішній продукт |         |         |
| Рік | 1996 р. | 1991 р. |
| Сільське господарство | 0,2%    | 0%      |
| Промисловість | 51,3%   | 0%      |
| Будівництво | 8,4%    | 0%      |
| Послуги | 40%     | 0%      |

### Підприємства міста

#### Промислові підприємства
| \| Промислові підприємства міста, за сферою діяльності \| Промислові підприємства міста, за сферою діяльності \| Промислові підприємства міста, за сферою діяльності \| \| Рік \| 2002 р. \| 2001 р. \| \| --------------------------------------------------- \| --------------------------------------------------- \| --------------------------------------------------- \| \| Енергетичні та водні ресурси \| 1,8% \| 1,9% \| \| Хімія та метали \| 10% \| 10% \| \| Переробка металів \| 42% \| 41,6% \| \| Продукти харчування \| 5,6% \| 5,6% \| \| Текстиль \| 9,4% \| 9,9% \| \| Виробництво меблів, видання \| 20,9% \| 20,8% \| \| Інше \| 10,2% \| 10,2% \| \| Усього підприємств \| 4.256 \| 4.237 \| |         |         |
| Промислові підприємства міста, за сферою діяльності |         |         |
| Рік | 2002 р. | 2001 р. |
| Енергетичні та водні ресурси | 1,8%    | 1,9%    |
| Хімія та метали | 10%     | 10%     |
| Переробка металів | 42%     | 41,6%   |
| Продукти харчування | 5,6%    | 5,6%    |
| Текстиль | 9,4%    | 9,9%    |
| Виробництво меблів, видання | 20,9%   | 20,8%   |
| Інше | 10,2%   | 10,2%   |
| Усього підприємств | 4.256   | 4.237   |

#### Роздрібна торгівля
| \| Підприємства роздрібної торгівлі міста, за сферою діяльності \| Підприємства роздрібної торгівлі міста, за сферою діяльності \| Підприємства роздрібної торгівлі міста, за сферою діяльності \| \| Рік \| 2002 р. \| 2001 р. \| \| ------------------------------------------------------------ \| ------------------------------------------------------------ \| ------------------------------------------------------------ \| \| Продукти харчування \| 31,2% \| 31,8% \| \| Одяг та взуття \| 18% \| 17,8% \| \| Товари для дому \| 15% \| 14,9% \| \| Книги та періодичні видання \| 3,2% \| 3,3% \| \| Промислова хімічна продукція \| 7,7% \| 7,8% \| \| Продукція, пов'язана з транспортними засобами \| 4,4% \| 4,3% \| \| Інше \| 20,6% \| 20,2% \| \| Усього підприємств \| 5.336 \| 5.260 \| |         |         |
| Підприємства роздрібної торгівлі міста, за сферою діяльності |         |         |
| Рік | 2002 р. | 2001 р. |
| Продукти харчування | 31,2%   | 31,8%   |
| Одяг та взуття | 18%     | 17,8%   |
| Товари для дому | 15%     | 14,9%   |
| Книги та періодичні видання | 3,2%    | 3,3%    |
| Промислова хімічна продукція | 7,7%    | 7,8%    |
| Продукція, пов'язана з транспортними засобами | 4,4%    | 4,3%    |
| Інше | 20,6%   | 20,2%   |
| Усього підприємств | 5.336   | 5.260   |

#### Сфера послуг
| \| Підприємства міста, що працюють у сфері послуг, за діяльністю \| Підприємства міста, що працюють у сфері послуг, за діяльністю \| Підприємства міста, що працюють у сфері послуг, за діяльністю \| \| Рік \| 2002 р. \| 2001 р. \| \| ------------------------------------------------------------- \| ------------------------------------------------------------- \| ------------------------------------------------------------- \| \| Гуртова торгівля \| 14,4% \| 14,6% \| \| Готелі та готельний бізнес \| 15,2% \| 15,5% \| \| Транспорт та зв'язок \| 22,1% \| 22,2% \| \| Посередницькі фінансові послуги \| 3,4% \| 3,4% \| \| Послуги підприємствам \| 8,2% \| 7,9% \| \| Послуги фізичним особам \| 25,5% \| 25,6% \| \| Нерухомість та ін. \| 11,2% \| 10,8% \| \| Усього підприємств \| 12.729 \| 12.246 \| |         |         |
| Підприємства міста, що працюють у сфері послуг, за діяльністю |         |         |
| Рік | 2002 р. | 2001 р. |
| Гуртова торгівля | 14,4%   | 14,6%   |
| Готелі та готельний бізнес | 15,2%   | 15,5%   |
| Транспорт та зв'язок | 22,1%   | 22,2%   |
| Посередницькі фінансові послуги | 3,4%    | 3,4%    |
| Послуги підприємствам | 8,2%    | 7,9%    |
| Послуги фізичним особам | 25,5%   | 25,6%   |
| Нерухомість та ін. | 11,2%   | 10,8%   |
| Усього підприємств | 12.729  | 12.246  |

## Житловий фонд
У 2001 р. 3,2% усіх родин (домогосподарств) мали житло метражем до 59 м2, 21,5% — від 60 до 89 м2, 34,8% — від 90 до 119 м2 і
40,5% — понад 120 м2.
З усіх будівель у 2001 р. 35,3% було одноповерховими, 61,1% — двоповерховими, 3,5% — триповерховими, 0,1% — чотириповерховими, 0% — п'ятиповерховими, 0,1% — шестиповерховими, 0% — семиповерховими, 0% — з вісьмома та більше поверхами.

## Автопарк
| \| Автомобілі, зареєстровані у місті, за призначенням \| Автомобілі, зареєстровані у місті, за призначенням \| Автомобілі, зареєстровані у місті, за призначенням \| \| Рік \| 2006 р. \| 2005 р. \| \| -------------------------------------------------- \| -------------------------------------------------- \| -------------------------------------------------- \| \| Приватні автомобілі \| 70,2% \| 71,1% \| \| Мотоцикли \| 8,6% \| 7,9% \| \| Вантажівки \| 17% \| 16,9% \| \| Трактори \| 0,8% \| 0,8% \| \| Автобуси та ін. \| 3,5% \| 3,3% \| \| Усього автомобілів \| 259.241 шт. \| 251.200 шт. \| |             |             |
| Автомобілі, зареєстровані у місті, за призначенням |             |             |
| Рік | 2006 р.     | 2005 р.     |
| Приватні автомобілі | 70,2%       | 71,1%       |
| Мотоцикли | 8,6%        | 7,9%        |
| Вантажівки | 17%         | 16,9%       |
| Трактори | 0,8%        | 0,8%        |
| Автобуси та ін. | 3,5%        | 3,3%        |
| Усього автомобілів | 259.241 шт. | 251.200 шт. |

## Вживання каталанської мови
У 2001 р. каталанську мову у місті розуміли 97,6% усього населення (у 1996 р. — 97,3%), вміли говорити нею 78,7% (у 1996 р. 7 8,2%), вміли читати 77,4% (у 1996 р. —74,9%), вміли писати 51,6% (у 1996 р. — 47,2%). Не розуміли каталанської мови 2,4%.

## Політичні уподобання
У виборах до Парламенту Каталонії у 2006 р. взяло участь 3.169 осіб (у 2003 р. — 3.441 особа). Голоси за політичні сили розподілилися таким чином:
| \| Вибори до Парламенту Каталонії \| Вибори до Парламенту Каталонії \| Вибори до Парламенту Каталонії \| \| Рік \| 2006 р. \| 2003 р. \| \| -------------------------------------- \| ------------------------------ \| ------------------------------ \| \| Конвергенція та Єднання (CiU) \| 33,2% \| 34,3% \| \| Соціалістична партія Каталонії (PSC) \| 26% \| 28,1% \| \| Народна партія (PP) \| 12,9% \| 13,3% \| \| Ініціатива за зелену Каталонію (IC) \| 9% \| 8,6% \| \| Республіканська лівиця Каталонії (ERC) \| 14,2% \| 14,8% \| \| Громадянська партія (C's) \| 2,8% \| 0% \| \| Інші \| 2% \| 1% \| |         |         |
| Вибори до Парламенту Каталонії |         |         |
| Рік | 2006 р. | 2003 р. |
| Конвергенція та Єднання (CiU) | 33,2%   | 34,3%   |
| Соціалістична партія Каталонії (PSC) | 26%     | 28,1%   |
| Народна партія (PP) | 12,9%   | 13,3%   |
| Ініціатива за зелену Каталонію (IC) | 9%      | 8,6%    |
| Республіканська лівиця Каталонії (ERC) | 14,2%   | 14,8%   |
| Громадянська партія (C's) | 2,8%    | 0%      |
| Інші | 2%      | 1%      |

У муніципальних виборах у 2007 р. взяло участь 3.432 особи (у 2003 р. — 3.351 особа). Голоси за політичні сили розподілилися таким чином:
| \| Муніципальні вибори \| Муніципальні вибори \| Муніципальні вибори \| \| Рік \| 2007 р. \| 2003 р. \| \| -------------------------------------- \| ------------------- \| ------------------- \| \| Конвергенція та Єднання (CiU) \| 10,1% \| 11,8% \| \| Соціалістична партія Каталонії (PSC) \| 23,7% \| 21% \| \| Народна партія (PP) \| 5,7% \| 7% \| \| Ініціатива за зелену Каталонію (IC) \| 4,6% \| 6,7% \| \| Республіканська лівиця Каталонії (ERC) \| 6% \| 4,7% \| \| Громадянська партія (C's) \| 0% \| 0% \| \| Інші \| 49,9% \| 48,7% \| |         |         |
| Муніципальні вибори |         |         |
| Рік | 2007 р. | 2003 р. |
| Конвергенція та Єднання (CiU) | 10,1%   | 11,8%   |
| Соціалістична партія Каталонії (PSC) | 23,7%   | 21%     |
| Народна партія (PP) | 5,7%    | 7%      |
| Ініціатива за зелену Каталонію (IC) | 4,6%    | 6,7%    |
| Республіканська лівиця Каталонії (ERC) | 6%      | 4,7%    |
| Громадянська партія (C's) | 0%      | 0%      |
| Інші | 49,9%   | 48,7%   |